# Alexander's Ragtime Band
Az Alexander's Ragtime Band Irving Berlin (1888-1989) 1911-ben született, örökzölddé vált szerzeménye. A dal 1911-ben jelent meg, és gyorsan a Tin Pan Alley addigi legnagyobb slágerévé vált.
A dal fő része ismétlődő négyhangos motívummal (Come on and hear, come on and hear) és felelettel kezdődik. A kilencedik ütemtől a tizenkettedikid egy jól ismert kürtszóból és az akkoriban népszerű „Swanee River” című sláger motívumából állnak. Ezek a zenei idézetek a dal szövegében is megjelennek.
A címben és a dalszövegben is megtalálható célzások miatt is a dal gyorsan népszerűvé vált, különösen az afroamerikaiak között.
A dal már 1912-ben nagy sikert aratott az Európában is.

## Híres felvételek
Al Jolson, Bessie Smith, Louis Armstrong, Bing Crosby, The Andrews Sisters, Liberace, Ella Fitzgerald, Liza Minnelli, Ray Charles, Benny Goodman, Charlie Byrd, Alix Combelle, King Curtis, Glenn Miller, Don Redman, Willie The Lion Smith, Connee Boswell, Erroll Garner,...

## Filmek
- Alexander's Ragtime Band

## Érdekesség
A süllyedőben lévő Titanic fedélzetén 1912. április 15-én a hajó zenekara ezt a dalt játszotta.